# 法華津寛
法華津 寛（ほけつ ひろし、1941年3月28日 - ）は、東京府出身の日本の馬術選手、実業家。アバロン・ヒルサイドファーム所属。

## 経歴
武蔵中学校・高等学校を経て、慶應義塾大学経済学部を卒業後、日本石油に入社。
学生時代から選手として数々の大会に出場した。1964年に開催された東京オリンピックに出場し、障害飛越個人40位、同団体12位の成績だった。
東京オリンピック後に日本石油を退職し、デューク大学大学院へ留学し経済学専攻修士課程を修了。その後は外資系製薬会社エフ・ホフマン・ラ・ロシュ、ジョンソン・エンド・ジョンソンを経て1981年から同社傘下のオーソ・クリニカル・ダイアグノスティックス（Ortho-Clinical Diagnostics）に勤務した。現役時代は毎朝5時に起きて馬に乗り、それから出社していたという。
35歳のときに目の衰えを感じたため、同じく乗馬をする妻から馬場馬術を薦められて転向した。その後、1986年のアジア競技大会では馬場馬術個人、団体ともに2位となった。
1988年に開催されたソウルオリンピックでは出場権を確保したものの、メディーナなど自馬2頭が故障や検疫結果により輸送できなくなり出場を断念した。
その後、株式会社オーソ（現在のオーソ・クリニカル・ダイアグノスティックス株式会社、ジョンソン・エンド・ジョンソンのグループ企業）社長に就任するなど実業家としても活躍していたが定年退職後にオリンピック再挑戦を決意し、2003年から家族を日本に残し単身でドイツのアーヘンで馬術修業に励んだ。
2008年開催の北京オリンピックでは携行馬ウィスパー号とペアを組み馬場馬術団体、同個人で出場した。日本選手としては、ソウルオリンピックに馬場馬術で出場した井上喜久子の記録を上回る史上最高齢（67歳）でオリンピックに出場し、44年ぶりの出場も史上最長記録となった。また、北京オリンピックに出場した全選手中でも最高齢であった。北京オリンピック馬場馬術ではウィスパー号が大型スクリーンの映像に驚くなどの影響で、個人成績34位となり1次予選敗退となった（FEI history hubでは馬場競技の出場各選手の順位が繰り下がっており35位となっている）。また団体では9位だった。
2012年3月1日にフランス・ヴィドーバンでの国際大会で優勝し、翌3月2日に国際馬術連盟が発表したランキングでロンドンオリンピック出場枠を獲得（同大会の馬場馬術競技で日本は個人枠1名を獲得）、この結果を受け、日本馬術連盟は3月5日に法華津をオリンピック代表に決定した。ロンドンオリンピックに出場し、自身の史上最高齢記録を塗り替える71歳での出場となった。オリンピック史上においても1920年のアントワープオリンピックの射撃で銀メダルを獲得した、スウェーデンのオスカル・スヴァーンの72歳10か月、1936年のベルリンオリンピックの馬術に出場したオーストリアのアルトゥール・フォン・ポングラッツの72歳1か月に次ぐ歴代3位の記録となった。ロンドンオリンピックの馬場馬術競技では再び携行馬ウィスパー号とペアを組み個人成績41位だった。
ギネス・ワールド・レコーズは東京オリンピックからロンドンオリンピックまでの出場期間について最長の世界一を認定した。史上最高齢となる出場に関して法華津は「国際大会である程度活躍する事によって同年代のじいさんの励みになれば、これほど嬉しい事はないでしょう」と心境を語った。
2013年1月4日には法華津の地元である目黒区から「目黒区民栄誉賞」が授与された。「目黒区民栄誉賞」は2012年11月1日に制定されており、法華津が第1号の授与者となった。更に1月8日には「馬術を通じて永年にわたり馬事文化の発展及び振興に特に顕著な功績のあった」としてJRA賞馬事文化賞功労賞が授与された。

## 家系
「法華津」姓は、戦国時代に伊予国南部で活躍した海賊、法華津氏（法華津前延など）に由来するといわれる。
祖父の法華津孝治は愛媛県北宇和郡吉田町（現在の宇和島市）出身で広瀬実光の姉を娶り、南亜公司（天然ゴム栽培業）社長、南洋協会長。孝治の養女の夫に男爵である森村市左衛門の三男・笹山三樹雄がいる。
父の法華津孝太は、奉天総領事館、ベルリン大使館勤務を経て外務省調査局長、極洋捕鯨（現・極洋）社長・会長、山階鳥類研究所専務理事等を歴任。
妻は翻訳家の北條元子。小説家の北條誠は義父に当たる。